# 山东宗教
山东省现在主要有佛教、道教、伊斯兰教、天主教和基督新教五种宗教。
佛教和道教在山东有千年以上历史，伊斯兰教主要自13世纪随回族穆斯林徙居山东后发展的。天主教和基督新教主要是在鸦片战争后迅速传播起来的。
1990年，全山东省信教群众120万人，宗教活动场所3040处，宗教教职人员2578人。

## 佛教
佛教于两汉时期在山东传播，南北朝时期初盛，隋唐时期进入鼎盛，至清末民初衰落。民国年间，山东佛教寺庙数量锐减。1949年前，山东佛教主要宗派有禅宗、天台宗和净土宗。佛教信徒无严格入教仪式，人数较难统计。1990年时，山东省有佛教活动场所9处，僧尼70人。2005年，山东省宗教事务部门统计，全省依法登记寺院52处、佛教团体13个，僧尼255人，居士10万人，开办佛教学院1所。
山东的佛寺和佛教古迹都属于汉传佛教

### 知名的佛寺及佛教古迹
- 济南千佛山兴国禅寺
- 济南长清灵岩寺
- 济南历城四门塔：原属神通寺，寺今只剩下部分遗址
- 青岛湛山寺
- 博兴兴国寺石造像
- 泰山红门殿
- 云门山石窟

## 道教
山东是道教发祥地之一。先秦时期，齐国等地盛行巫术、神仙方术和黄老之学。汉末张角利用太平道发动黄巾起义，青州、兖州一带有上百万道徒参加。在北魏太武帝支持下，嵩山道士寇谦之创立北天师道，由于统治者的推崇，北天师道在山东地区广泛传播。唐代，元朝以来，山东道教派别主要有全真道和正一道。其中全真道为金元之际王重阳于山东宁海（今烟台牟平）创立，虽然明代之后衰落，但至今仍是山东省道教主要派别。1990年全省道教活动场所4处，乾、坤道78人。2005年山东省依法登记道教活动场所39处、道教团体3个，全省乾道、坤道共计126人。

### 宫观
宫观管理
受宗教民主改革运动影响，作为道教活动场所开放的道教宫观财产均属社会所有，宫观管理由传统的子孙庙私有或十方丛林公有转变为民主管理体制。现行管理办法《山东省道教协会关于道教宫观管理办法》由1993年1月起施行。
宫观分布
截止2004年12月31日，全省道教活动场所39处：淄博市9处，青岛市8处，烟台市7处，威海市4处，聊城市3处，泰安市2处，济南、枣庄、潍坊、济宁、德州、临沂市各1处。
著名宫观
| - 泰山碧霞祠 - 崂山太清宫 - 青岛海云庵 - 昆嵛山神清宫 - 栖霞太虚宫 | - 芝罘阳主庙 - 长岛显应宫 - 塔山太平庵 - 临沂天齐庙 - 临淄姜太公祠 | - 博山碧霞元君行宫 - 博山玉皇宫 - 博山平安殿 - 淄博玉清宫 |

### 名胜古迹
道教名山
- 泰山
- 崂山
- 沂山
- 五峰山
- 昆嵛山
- 峄山